# 김보애
김보애(金寶愛, 1937년 3월 15일 ~ 2017년 10월 14일)는 대한민국의 영화배우, 연극배우, 광고 모델, 시인, 소설가, 수필가이다.

## 생애
경기도 김포에서 출생하였고 경성부에서 성장하였으며 1956년 영화 《옥단춘》으로 데뷔했다. 1959년 배우 김진규와 결혼했고 1973년 이혼했으나 1997년 재결합하여 1998년 김진규가 사망할 때까지 부부관계를 다시 유지하였다. 딸 김진선, 김진아, 김리나, 아들 김진근을 낳았다. 남북 영화 교류를 추진하는 NS21이라는 회사를 설립했다. 2003년에는 민족21의 공동 발행인을 맡았다.

## 학력
- 풍문여자고등학교 (졸업)
- 서라벌예술초급대학 무용학과 (전퇴)
- 서라벌예술초급대학 연극영화학과 전문학사 (졸업)

## 소속
- 前 NS21 회장

## 수상
- 1984년 대한민국영화제 연기상

## 출연작

### 영화
- 1956년 《옥단춘》
- 1963년 《고려장》
- 1964년 《부부전쟁》
- 1967년 《종잣돈》
- 1983년 《외출》
- 1984년 《수렁에서 건진 내 딸》

### 연극
- 1959년 《협객 임꺽정》 ... 조선 명종 후궁 숙의 전의 이씨 역(단역)

## 저서
- 《죽어도 못잊어》 - 서울 세종로 한옥 식당 '세보'와 이촌동 민속 음식점 '못잊어'를 경영하며 마주친 정치.경제.문화계 명사들의 이면사를 자서전 형식으로 펴냄.

## 일화
- 김보애는 1956년 태평양화학의 'ABC 구리무' 모델을 맡으며 한국 최초의 화장품 모델이 됐다.[3]
- 세권의 시집을 펴냈다.[4]

## 가족 관계
- 배우자 : 김진규
- 아들 : 김진철 - 이민자(김진규 前 부인) 소생
- 아들 : 김진수 - 이민자(김진규 前 부인) 소생
- 딸 : 김진선
- 딸 : 김진아 - 사위 케빈 오제이
  - 외손자 : 매튜 오제이
- 딸: 김리나
- 아들 : 김진근 - 며느리 정애연
- 누이동생 : 김보옥